# Al Qaeda and What It Means to Be Modern
Al Qaeda and What It Means to Be Modern (Brasil: Al-Qaeda e o que significa ser moderno, Portugal: Al-Qaeda e o significado de ser moderno) é um livro escrito por John N. Gray. Reflete sobre o positivismo e o iluminismo após os eventos de 11 de setembro e refuta a ideia de um sentido unidirecional na história.